# Acinodendron decussatum
Acinodendron decussatum là một loài thực vật có hoa trong họ Mua. Loài này được (D. Don ex Loudon) Kuntze mô tả khoa học đầu tiên năm 1891.